# Judith Dornys
Judith Dornys (née le 21 février 1941 à Budapest et morte le 26 avril 1989 à Paris) est une actrice canadienne.

## Biographie
Judith Dornys est la fille d'un juriste. Avec ses parents, elle émigre d'abord à Paris puis plus tard au Canada, où elle obtient la citoyenneté canadienne. Dornys prend des leçons de danse et de ballet tôt, danse lors de nombreux événements et devient en 1959 la plus jeune première ballerine du Deutsche Oper Berlin. En 1959, elle apparaît dans l'émission américaine The Gene Kelly Show.
Elle fait ensuite une carrière d'actrice de cinéma. Au cinéma, la petite actrice aux grands yeux noirs est principalement attachée au rôle de la brave fille. Son rôle le plus important est dans La Serrure aux treize secrets, une adaptation d'un livre d'Edgar Wallace. Elle met fin à sa carrière en 1969.
Dornys se marie en 1959 à un industriel danois.

## Filmographie
- 1960 : Bataillon 999
- 1962 : Schwarze Rose, Rosemarie (de)
- 1961 : Ramona
- 1962 : Schluck und Jau (TV)
- 1964 : Das Wirtshaus von Dartmoor (de)
- 1964 : La Serrure aux treize secrets
- 1964 : Le Ranch de la vengeance
- 1964 : Columbus - Bericht und Bildnis (TV)
- 1965 : Ruf der Wälder
- 1966 : 00Sex am Wolfgangsee
- 1967 : Mieux vaut faire l'amour
- 1968 : Oui à l'amour, non à la guerre
- 1969 : L'Auberge des plaisirs
- 1969 : Warum hab’ ich bloß 2× ja gesagt?